# سی‌سی‌جی‌اس هادسن
سی‌سی‌جی‌اس هادسِن (به انگلیسی: CCGS Hudson) یک کشتی است که طول آن ۹۰٫۳۷۳ متر (۲۹۶ فوت ۶٫۰ اینچ) می‌باشد. این کشتی در سال ۱۹۶۳ ساخته شد.